# Manuel Iturra
Manuel Rolando Iturra Urrutia (Temuco, Chile, 23 de junio de 1984) es un exfutbolista profesional chileno que se desempeñó como volante defensivo. Fue internacional absoluto con la selección de fútbol de Chile.

## Trayectoria
Se inició en el fútbol en la Escuela Municipal Parque Estadio, logrando en su primer año, y de manera invicta, el Campeonato de Escuelas de Fútbol de la IX Región, en donde participaron más de 30 instituciones. En aquellos tiempos, jugaba de creación , caracterizándose ya, por su entrega, velocidad y un incomparable tiempo/distancia en los cruces.

### Universidad de Chile
Como volante de contención se caracteriza por su vuelo aguerrido y gran resistencia. Como lateral izquierdo se destaca por su gran velocidad, resistencia, explosión y su precisión para los centros de gol, ya que en el torneo de clausura 2006, en los 3 partidos que jugó como lateral izquierdo, logró hacer 3 centros que terminaron en gol, todos antepuestos de corridas con mucho esfuerzo, tanto así que se le ha comparado con un jugador histórico del Ballet Azul, Rubén Marcos.
Destaca por sus cualidades de recuperación del balón, resistencia y juego explosivo, además de poseer buenas cualidades.
Jugador polifuncional, puede desempeñarse en la posición de volante central. Se puede definir como un jugador mixto, ayuda mucho en lo defensivo y en lo ofensivo, dada con los compañeros, pasa al ataque y a la defensa rápidamente gracias a su gran empuje, velocidad,
Debutó oficialmente por la Universidad de Chile en un partido contra Cobreloa por el Torneo de Clausura 2003 el cual su equipo ganó 1-0. Gracias a las buenas actuaciones que tuvo con el club universitario rápidamente se ganó el puesto de titular. 
En el año 2004, Universidad de Chile se enfrenta a Colo-Colo, por la primera fecha del Torneo Apertura 2004 (Chile), partido en el que anota el segundo gol de su equipo . El resultado final del clásico fue 4-0.
El día 7 de mayo de 2009 juega su partido 200 con la camiseta azul contra el Cruzeiro por la Copa Libertadores.
En el Clausura 2009, jugó 10 partidos donde anotó un solitario gol, y fue en el empate de la Universidad de Chile frente a O'Higgins en el Estadio El Teniente en Rancagua. Ese partido fue empatado por 1 a 1 con gol del "Colocho" desde fuera del área.
Al año siguiente, Iturra llega con Universidad de Chile a semifinales de Copa Libertadores 2010, siendo uno de los pilares del conjunto azul en el mediocampo. En tanto, en enero de 2011 deja la «U» por el equipo portugués União de Leira.

### Real Murcia C. F.
El 24 de agosto de 2011 se confirma que su nuevo club es el Real Murcia de la Liga Adelante de España. Debutó oficialmente el 3 de septiembre de 2011 en la derrota por 1-0 contra el Elche. Anotó su primer gol el 17 de septiembre del 2011 por la quinta fecha de la Liga Adelante en un partido entre su club y el Real Valladolid donde convirtió la tercera cifra de su equipo en la victoria por tres a uno. En tanto su primera expulsión con Los Pimentoneros fue en un partido contra el Villarreal B cuando luego de varios reclamos al juez este decidió expulsarlo.

### Málaga C. F.
Tras una compleja negociación consigue desvincularse de Real Murcia, Mientras esperaba que la empresa que lo representa llegase a acuerdo con algún club, amigos de infancia lo invitaron a jugar por temucanos equipo perteneciente a una liga privada de Santiago. Para luego ser anunciado con fecha 28 de agosto de 2012 como el primer refuerzo del Málaga C.F. para la temporada 2012/2013 de la Liga BBVA. En efecto, el mediocampista, quien se encontraba libre logró acordar con el secretario técnico del equipo, Mario Husillos su firma con los blanquiazules, a efectos de ocupar el puesto del mediocampista italiano Enzo Maresca, quien fue transferido a la Sampdoria de la Serie A de Italia. El 24 de octubre de 2012, cuaja su mejor partido en Champions League ante el Milan, en el que da el pase gol a Joaquín para el único tanto del partido.
El 16 de enero del 2013, contra el Barcelona, fue elegido como la figura del partido, en este empatarían 2 a 2 en el Camp Nou y el "colocho" anotó el primer gol del partido (goles de Iturra y Camacho para el Málaga y Messi y Puyol para los blaugranas).según los medios del Viejo Continente manifestaron que el volante llegó a total acuerdo con el Liverpool Football Club y que solo se espera a que finalice la temporada para anunciar el fichaje. El 12 de junio, y en contra de lo que habían anunciado los medios, el Granada C.F. anuncia la contratación del jugador chileno para las 3 próximas temporadas.

### Granada C. F.
El 12 de junio de 2013 es fichado por el Granada C.F. y presentado el 9 de julio de 2013. Su debut con los nazarís se produjo en el primer partido de la Liga, en la victoria por 1-2 ante Atlético Osasuna en El Sadar. Anotó su primer tanto con el Granada el 26 de octubre en la victoria por 0-1 en casa del Elche CF en la jornada 10. Desde su debut con la elástica rojiblanca se ha convertido en un fijo en el centro del campo para Lucas Alcaraz y solo se ha perdido dos partidos, ambos por sanción, una de ellas acumulativa de amarillas y la otra por la expulsión que sufrió en la derrota por 4-0 ante el FC Barcelona ante el Camp Nou. Finalmente acabó jugando un total de 34 partidos y anotando un gol. En lo colectivo el Granada se salvó en la última jornada de Liga ante el Real Valladolid. Durante la temporada 2014/15, el Granada CF vivió una campaña bastante irregular, salvándose del descenso en las últimas fechas. Sin embargo, ha sido uno de los años más exitosos de Colocho en Europa, puesto que fue elegido como el mejor jugador de la temporada por los aficionados del cuadro español, obteniendo así el galardón Vicente de Luna .

### Udinese Calcio
El 22 de julio de 2015 es fichado por el Udinese Calcio, siendo presentado cinco días después. Debuta con el conjunto bianconero el 23 de agosto, siendo titular en la victoria por la cuenta mínima frente a la Juventus. Es comúnmente incluido en el once inicial del equipo, aunque en variadas ocasiones era sustituido sin poder tomar la regularidad esperada.

### Rayo Vallecano
A principios del 2016 es cedido por el club bianconero al Rayo Vallecano de Madrid en el mercado de invierno, haciéndose oficial el 30 de enero su contratación por lo que resta de temporada.

### Club Necaxa
El 5 de junio de 2016 es fichado por el Club Necaxa durante el draft de invierno, para encarar el torneo en el que peleara por no descender.

### Vuelta al Málaga C. F.
El 19 de diciembre de 2017 es presentado como nuevo refuerzo del club blanquiazul para evitar el descenso a la Segunda División de España, haciendo esta su segunda vez en el club malagueño.
El 31 de agosto de 2018 el jugador y el club acuerdan rescindir el contrato, quedando en calidad de agente libre.

### Villareal C. F.
El 4 de septiembre de 2018, se hizo oficial su fichaje por el Villarreal Club de Fútbol de la Primera División de España, por una temporada.
El 2 de enero de 2019 Iturra fue despedido por el Villarreal, debido a las pobres actuaciones del centrocampista venido a menos físicamente.

## Selección nacional
Manuel Iturra debutó en la selección chilena el 17 de agosto de 2005, donde ha disputado un total de 35 partidos, anotando únicamente un gol, ante Irlanda en Dublín, el 24 de mayo de 2006.
Iturra participó en la Copa América 2007, donde disputó 3 compromisos, ante Brasil (0-3), México (0-0) y nuevamente ante Brasil (1-6). Luego, formó parte del plantel que participó en las Clasificatorias Sudáfrica 2010, donde disputó 5 partidos entre 2007 y 2009 ante Argentina, Perú, Paraguay, Uruguay y Ecuador, demostrando un buen rendimiento. A pesar de eso, no fue incluido por Marcelo Bielsa en la nómina de 23 jugadores que disputaron la Copa Mundial de Sudáfrica.
En octubre de 2012, fue convocado por el director técnico Claudio Borghi para la doble fecha de las Clasificatorias Brasil 2014 ante Argentina y Ecuador. Sin embargo, en ambos encuentros vio desde el banco de suplentes la derrota chilena, primero por 3 a 1 en Quito y, luego, por 1 a 2 en Santiago. 
Posteriormente, fue citado por Borghi para un amistoso ante Serbia en St. Gallen, compromiso en el cual fue titular, siendo reemplazado en el entretiempo por Yerson Opazo.
En abril de 2016, fue incluido en la nómina preliminar de Juan Antonio Pizzi para la Copa América Centenario, pero finalmente no fue convocado al certamen continental.

#### Participaciones en Copa América
| Torneo            | Sede      | Partidos | Goles | Resultado        |
| ----------------- | --------- | -------- | ----- | ---------------- |
| Copa América 2007 | Venezuela | 3        | 0     | Cuartos de final |

#### Participaciones en Clasificatorias a Copas del Mundo
| Eliminatorias                | País      | Resultado   | Posición | Partidos | Goles |
| ---------------------------- | --------- | ----------- | -------- | -------- | ----- |
| Eliminatorias Alemania 2006  | Alemania  | Eliminado   | 7.º      | 0        | 0     |
| Eliminatorias Sudáfrica 2010 | Sudáfrica | Clasificado | 2.º      | 5        | 0     |
| Eliminatorias Brasil 2014    | Brasil    | Clasificado | 3.º      | 0        | 0     |

## Clubes

### Como entrenador
| Club                       | País   | Año       |
| -------------------------- | ------ | --------- |
| U. D. San Pedro (canteras) | España | 2021-2022 |
| U. de Chile (fútbol joven) | Chile  | 2023-Act. |

### Como jugador

#### Estadísticas
| Club                         | Div.          | Temporada     | Liga  | Liga  | Copas nacionales | Copas nacionales | Torneos internacionales | Torneos internacionales | Total | Total |
| Club                         | Div.          | Temporada     | Part. | Goles | Part.            | Goles            | Part.                   | Goles                   | Part. | Goles |
| ---------------------------- | ------------- | ------------- | ----- | ----- | ---------------- | ---------------- | ----------------------- | ----------------------- | ----- | ----- |
| Universidad de Chile · Chile | 1.ª           | 2003          | 10    | 1     | —                | —                | —                       | —                       | 10    | 1     |
| Universidad de Chile · Chile | 1.ª           | 2004          | 27    | 1     | 2                | 0                | —                       | —                       | 29    | 1     |
| Universidad de Chile · Chile | 1.ª           | 2005          | 34    | 0     | —                | —                | 7                       | 1                       | 41    | 1     |
| Universidad de Chile · Chile | 1.ª           | 2006          | 41    | 2     | —                | —                | —                       | —                       | 41    | 2     |
| Universidad de Chile · Chile | 1.ª           | 2007          | 40    | 0     | —                | —                | —                       | —                       | 40    | 0     |
| Universidad de Chile · Chile | 1.ª           | 2008          | 20    | 0     | —                | —                | —                       | —                       | 20    | 0     |
| Universidad de Chile · Chile | 1.ª           | 2009          | 17    | 2     | —                | —                | 16                      | 1                       | 33    | 3     |
| Universidad de Chile · Chile | 1.ª           | 2010          | 27    | 0     | —                | —                | 9                       | 0                       | 36    | 0     |
| Universidad de Chile · Chile | Total club    | Total club    | 216   | 6     | 2                | 0                | 32                      | 2                       | 250   | 8     |
| União de Leiria Portugal     | 1.ª           | 2010-11       | 11    | 0     | —                | —                | —                       | —                       | 11    | 0     |
| União de Leiria Portugal     | Total club    | Total club    | 11    | 0     | 0                | 0                | 0                       | 0                       | 11    | 0     |
| Real Murcia C. F. · España   | 2.ª           | 2011-12       | 35    | 1     | 1                | 0                | —                       | —                       | 36    | 1     |
| Real Murcia C. F. · España   | Total club    | Total club    | 35    | 1     | 1                | 0                | 0                       | 0                       | 36    | 1     |
| Málaga C. F. · España        | 1.ª           | 2012-13       | 25    | 0     | 6                | 1                | 8                       | 0                       | 39    | 1     |
| Málaga C. F. · España        | 1.ª           | 2018          | 20    | 0     | —                | —                | —                       | —                       | 20    | 0     |
| Málaga C. F. · España        | Total club    | Total club    | 45    | 0     | 6                | 1                | 8                       | 0                       | 59    | 1     |
| Granada C. F. · España       | 1.ª           | 2013-14       | 34    | 1     | 1                | 0                | —                       | —                       | 35    | 1     |
| Granada C. F. · España       | 1.ª           | 2014-15       | 30    | 0     | 3                | 0                | —                       | —                       | 33    | 0     |
| Granada C. F. · España       | Total club    | Total club    | 64    | 1     | 4                | 0                | 0                       | 0                       | 68    | 1     |
| Udinese · Italia             | 1.ª           | 2015          | 17    | 0     | 2                | 0                | —                       | —                       | 19    | 0     |
| Udinese · Italia             | Total club    | Total club    | 17    | 0     | 2                | 0                | 0                       | 0                       | 19    | 0     |
| Rayo Vallecano · España      | 1.ª           | 2016          | 6     | 0     | —                | —                | —                       | —                       | 6     | 0     |
| Rayo Vallecano · España      | Total club    | Total club    | 6     | 0     | 0                | 0                | 0                       | 0                       | 6     | 0     |
| Necaxa · México              | 1.ª           | 2016-17       | 34    | 0     | —                | —                | —                       | —                       | 34    | 0     |
| Necaxa · México              | 1.ª           | 2017          | 13    | 0     | 1                | 0                | —                       | —                       | 14    | 0     |
| Necaxa · México              | Total club    | Total club    | 47    | 0     | 1                | 0                | 0                       | 0                       | 48    | 0     |
| Villarreal C. F. · España    | 1.ª           | 2018-19       | 3     | 0     | 1                | 0                | —                       | —                       | 4     | 0     |
| Villarreal C. F. · España    | Total club    | Total club    | 3     | 0     | 1                | 0                | 0                       | 0                       | 4     | 0     |
| Total carrera                | Total carrera | Total carrera | 444   | 8     | 17               | 1                | 40                      | 2                       | 501   | 11    |
| 1. 2. 3.                     |               |               |       |       |                  |                  |                         |                         |       |       |

## Palmarés

### Torneos nacionales
| Título           | Club                 | País  | Año    |
| ---------------- | -------------------- | ----- | ------ |
| Primera División | Universidad de Chile | Chile | 2004-A |
| Primera División | Universidad de Chile | Chile | 2009-A |

### Distinciones individuales
| Distinción                                                                | Año  |
| ------------------------------------------------------------------------- | ---- |
| Premio Vicente de Luna al mejor jugador de la temporada del Granada C. F. | 2015 |